# Aphilopota nubilata
Aphilopota nubilata là một loài bướm đêm trong họ Geometridae.